# Dasyhelea maritima
Dasyhelea maritima är en tvåvingeart som beskrevs av Tokunaga 1940. Dasyhelea maritima ingår i släktet Dasyhelea och familjen svidknott. Inga underarter finns listade i Catalogue of Life.